# إنفيستا
ساو ماميدي دي إنفيستا أو اختصاراً تُعرف بإنفيستا هي مدينة من مدن البرتغال. يبلغ عدد سكانها 23122 نسمة. في عام 2013 اندمجت أبرشية جديدة.

## أعلام
- فيليبي بينتو